# Le Louis d'or
Pour plus de détails, voir Fiche technique et Distribution.
Le Louis d'or est un film muet français réalisé par Georges Monca, sorti en 1911.

## Fiche technique
- Titre : Le Louis d'or
- Réalisation : Georges Monca
- Scénario :
- Photographie :
- Montage :
- Société de production : Société cinématographique des auteurs et gens de lettres (S.C.A.G.L)
- Société de distribution : Pathé Frères
- Pays d'origine :  France
- Langue : film muet avec les intertitres en français
- Métrage : 335 mètres
- Format : Noir et blanc — 35 mm — 1,33:1 — Muet
- Genre :  Comédie dramatique
- Durée : 11 minutes 10
- Dates de sortie :
  -  France : 15 décembre 1911

## Distribution
- Edmond Duquesne : le comte de Lannion
- Paul Landrin : le pharmacien
- Andrée Pascal : Jeanne Morin
- Pazza Montlouis : Madame Morin